# Urochloa mosambicensis
Urochloa mosambicensis är en gräsart som först beskrevs av Eduard Hackel, och fick sitt nu gällande namn av James Edgar Dandy. Urochloa mosambicensis ingår i släktet leverhirser, och familjen gräs. Inga underarter finns listade i Catalogue of Life.